# Halifax (Royaume-Uni)
Pour les articles homonymes, voir Halifax.
Halifax (prononcé : /ˈhælɪfæks/) est une ville du comté du Yorkshire de l'Ouest, dans le nord de l'Angleterre. La ville compte 88 134 habitants en 2011. C'est le quartier général de la banque anglaise Halifax Bank et le chocolatier Mackintosh, une filiale de Nestlé, y a son usine.
Le comté d'Halifax doit son nom à cette ville. La ville homonyme, capitale de la province canadienne de la Nouvelle-Écosse, a été nommée en hommage à George Montague-Dunk, 2e comte d'Halifax.

## Histoire
F.A. Leyland nous informa en 1863 que l’endroit se situait à une jonction centrale pendant l’antiquité entre Eboracum, Isarium, Olicana, Coluna, Coccium, Mancunium, Cambodunum, Danum, et Legiolium. La paroisse est donc croisée par des voies anciennes (disparues) entre ces lieux importants.
Un autel à Brigantia, du troisième siècle,  a été trouvé à Greetland dans la paroisse avec d’autres vestiges (maisons, pièces romaines, pierres avec des clous en fer). La ville se situe aussi près des vestiges antiques de ‘Lee Hill’ et Slack. Ce dernier est l’endroit de la forteresse romaine de Slack, ou de nombreuses découvertes archéologiques (hypocauste, autel à Fortuna, maintes inscriptions COH.IIII.BRE) font l’objet de plusieurs spéculations intrigants depuis 1597.
La découverte d’un grand nombre d’urnes funéraires à 'Tower Hill' témoigne d’un cimetière antique à l’endroit. Leyland possédait une pièce romaine (Septimus Geta) trouvée derrière 'Magson House'.
Des vestiges bretons (hache, pierre branlante druidique, pointes de flèches) ont été trouvés sur 'Golcar Hill' aussi, près de la ville. D'autres vestiges, similaires, ont été trouvés sur 'Mixenden moor'.

## Bankfield Museum

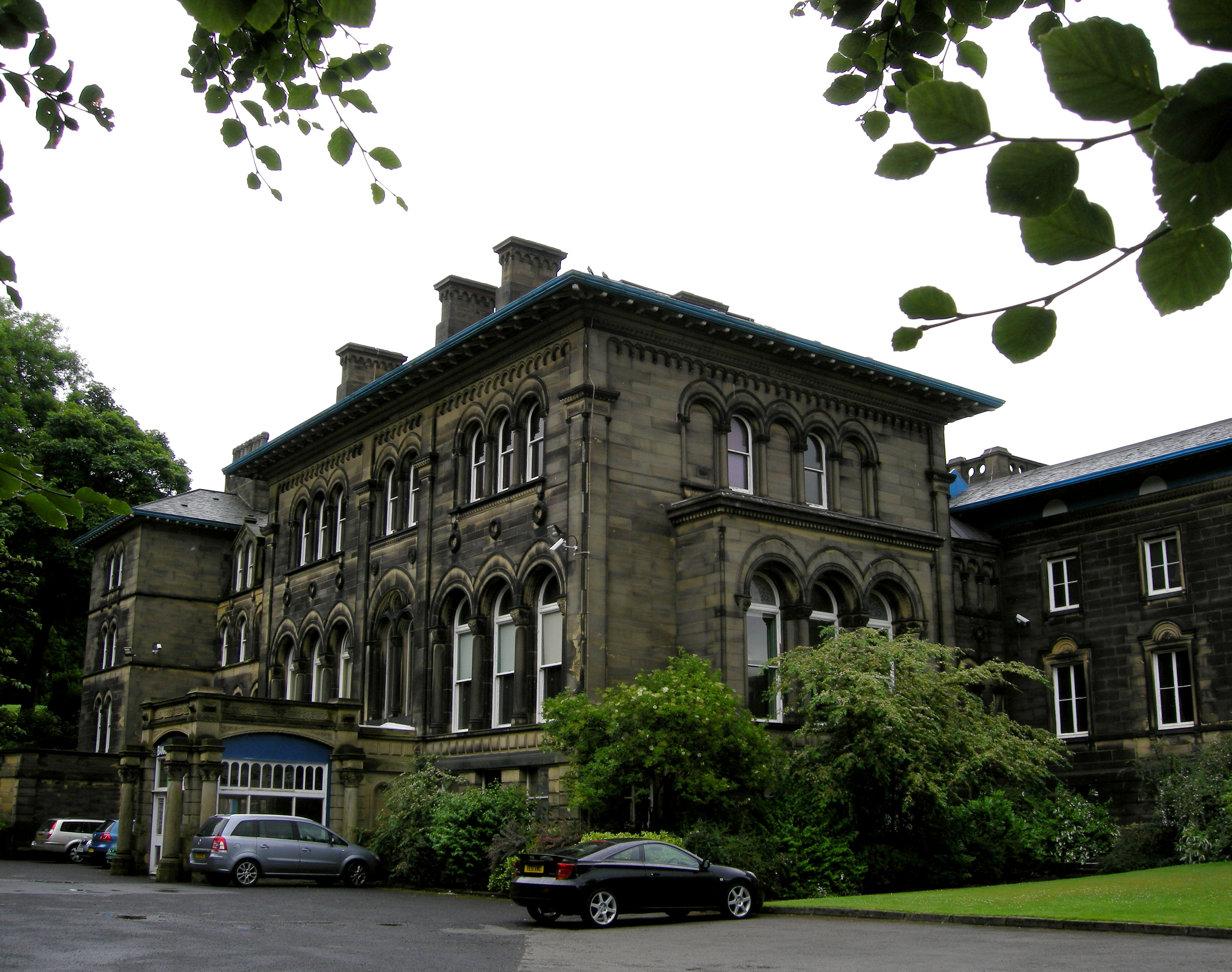
Le Bankfield Museum

Le Bankfield Museum est une maison historique contenant des importantes collections de textiles et d'histoire militaire.

## Sports
- Halifax RLFC, équipe de rugby à 13 en deuxième division anglaise, le Championship
- Football Club Halifax Town, équipe de football en National League (cinquième  division anglaise)

## Personnalités nées ou liées à la ville
- Anne Lister (1791-1840), journaliste.
- George Dyson (1883-1964), compositeur.
- Nick Holmes (né en 1971), chanteur et fondateur du groupe de métal Paradise Lost.
- Eric Portman (1901 ou 1903-1969), acteur.
- Ed Sheeran (né en 1991), chanteur.
- Patrick Woodroffe (1940-2014), artiste.
- Talk Talk, célèbre groupe de new wave y tourne le clip de son titre My Foolish Friend, en 1983. L'accent est mis sur l'aspect industriel et ouvrier de la ville et on y voit différents lieux : Hebden Bridge, Lee Mill Road, Rose Grove ou la Wainright's Tower.

## Jumelage
- Aix-la-Chapelle (Allemagne)